# Нілова Горпина Василівна
Горпи́на Васи́лівна Нілова (рос. Аграфе́на Васи́льевна Нилова; 1913—1958) — новатор радгоспного виробництва, доярка радгоспу «Караваєво» Костромського району Костромської області.
Двічі Герой Соціалістичної Праці (1948, 1951).

## Біографія
Народилася 13 квітня 1913 року в селі Жирятино, нині Судиславського району Костромської області.
З 1931 року — доярка радгоспу «Караваєво» (ордена Леніна і Трудового Червоного Прапора) Костромського району Костромської області.
Член КПРС з 1940 року.
Померла 24 січня 1958 року в селищі Караваєво Костромського району Костромської області.

## Нагороди
- Двічі Герой Соціалістичної Праці:
  - 25.08.1948 і 03.12.1951 — за високі показники у тваринництві.
- Нагороджена 4 орденами Леніна і медалями.

## Пам'ять
Про Горпину Нілову написана книга:
- Баблюк Б. Золотые руки. — М., 1961.

У 1963 році на площі центральної садиби радгоспу встановлений бронзовий бюст героїні.